# 潘士秀
潘士秀（？—？），字毓淳，號鍾南，河南开封府杞县人。明朝政治人物。

## 生平
萬曆四十年（1612年）壬子科河南鄉試舉人，天啓二年（1622年）壬戌科進士。官高平县知县，清介自持，釐弊剔奸，人不得干以私，下车三月，颂声载道，后以病卒于官。

## 家族
继室孟氏，士秀卒于官，氏年二十二，守节。先是士秀婢有孕已出之，未几生男，氏思延潘氏一脉，百计赎归，以养士秀宗祀，人皆义之。